# شاطى سعيد المداوشة (أسلم)

تعديل مصدري - تعديل

شاطى سعيد المداوشة هي إحدى قرى عزلة أسلم الشام بمديرية أسلم التابعة لمحافظة حجة، بلغ تعداد سكانها 139 نسمة حسب تعداد اليمن لعام 2004.